# لي سو يون
لي سو يون ((هانغل: 이소연) هي ممثلة كورية جنوبية. ولدت في 16 أبريل 1982 في سول، كوريا الجنوبية. اشتهرت بأدوارها في أفلام فضيحة لا توصف (2003)، الريش في مهب الريح (2004)، وفي المسلسلات التلفزيونية فالس الربيع (2006)، وإغراء ملاك (2009)، دونغ يي (2010)، خاتم روبي (2013)، الآنسة مونتي كريستو (2021)، بلا دم أو دموع (2024).

## روابط خارجية
- لي سو هيون على موقع IMDb (الإنجليزية)
- لي سو هيون على موقع قاعدة بيانات الفيلم (الإنجليزية)